# Kék meztelencsiga
A kék meztelencsiga (Bielzia coerulans) vagy kárpáti kék meztelencsiga a Limacidae családba tartozó, nagy termetű csupaszcsiga.
1851-ben írta le Michael Bielz erdélyi szász természettudós. A Bielzia nem egyetlen faja.
Hossza 8–16 cm, egyes példányai kinyújtózva elérhetik a 20 cm-t. Mindig egyszínű, többnyire kék (szürkéskék vagy azúrkék, vagy egészen sötétkék esetleg lila), de előfordulhat zöld, sárga vagy halványrózsaszín árnyalatban is. Taraja jól fejlett, testhosszának kevesebb mint egyharmadát takarja. 

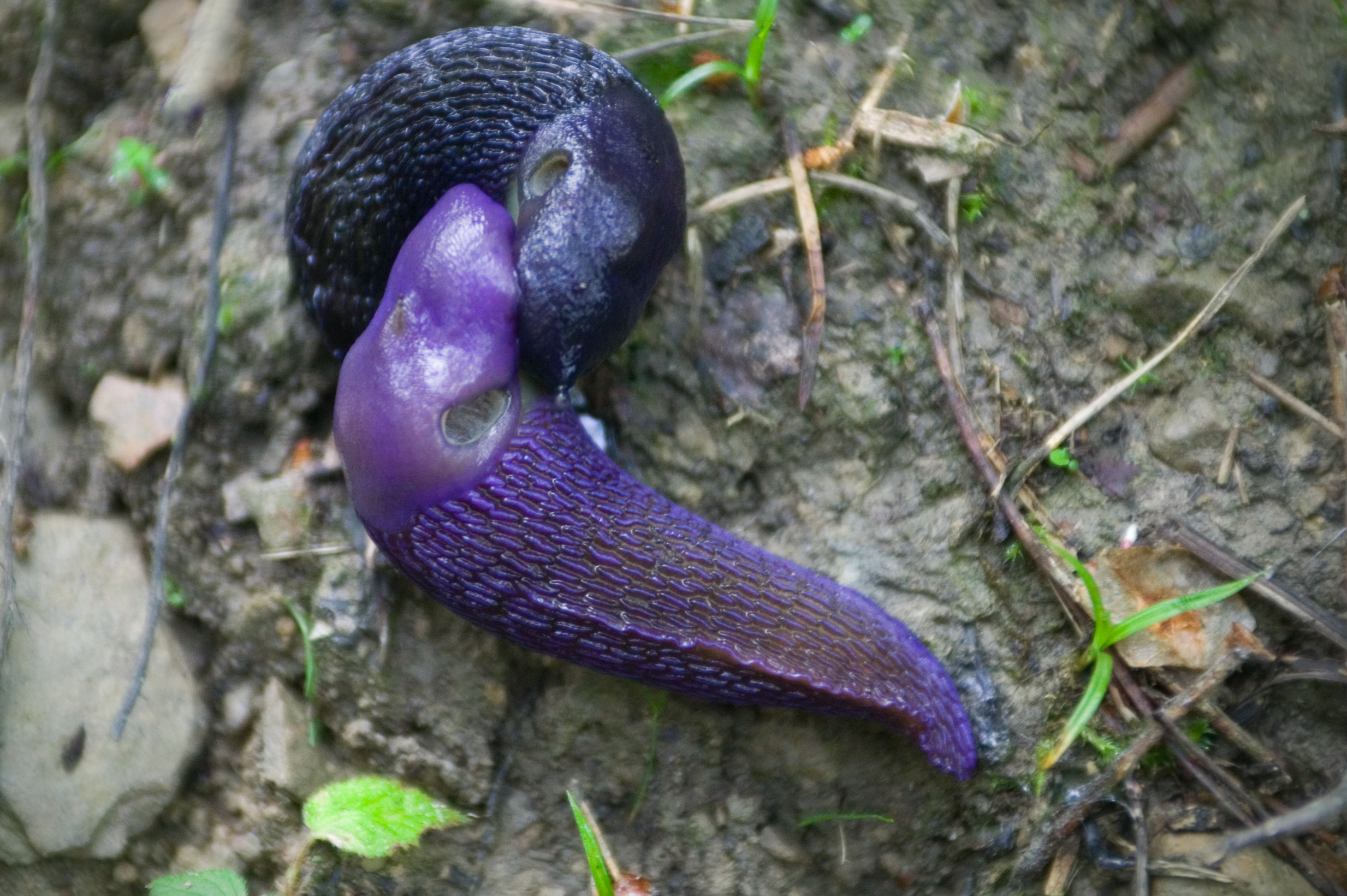
Párzó meztelencsigák.

Csak a Kárpátokban és a környékén él, hegyvidéki környezetben. Hazánkon kívül előfordul Csehországban, Szlovákiában, Lengyelországban, Ukrajnában és Romániában is. Magyarországon főleg a Zemplénben, ritkábban a Bükk-vidéken fordul elő. A nedves, párás, hűvös élőhelyet kedveli, fenyő- és lombhullató erdők avarjában él. Táplálékául gombák, zuzmók és bogyók (erdei szamóca) szolgálnak.
Áprilistól augusztusig párzanak, egyszerre kb. száz petét raknak le az avarba, amelyek három hét múlva kelnek ki. A fiatal csigák még mézsárga színűek, tíz nap múlva kezdenek el sötétedni.
Védett állatok, természetvédelmi értékük 5000 Ft.

## Külső hivatkozások
Megfigyelések a kék meztelencsiga életmódjával kapcsolatosan